# Dart archerie aux Jeux paralympiques
La Dart archerie, nommé dartchery en anglais, a fait sa première apparition lors des Jeux paralympiques d'été de 1960 et a été présente à tous les Jeux paralympiques d'été jusqu'en 1980.
la Dart archerie utilise une cible de fléchettes par secteur au lieu d'une cible de tir à l'arc standard. Les règles de décompte sont calquées sur le jeu de fléchettes du 501 double out.
Tout comme le Tir à l'arc, les épreuves sont effectuées par des handicapés moteurs dans des catégories individuelles et par équipes mixtes

## Tableau des médailles
Le tableau ci-dessous présente le bilan, par nations, des médailles obtenues en tir à l'arc lors des Jeux paralympiques d'été, de Rome 1960 à Arnhem 1980. Le rang est obtenu par le décompte des médailles d'or, puis en cas d'ex aequo, des médailles d'argent, puis de bronze.
| Rang  | Nation               | Or | Argent | Bronze | Total |
| ----- | -------------------- | -- | ------ | ------ | ----- |
| 1     | États-Unis           | 3  | 3      | 2      | 8     |
| 2     | Allemagne de l'Ouest | 3  | 0      | 0      | 3     |
| 3     | France               | 1  | 1      | 2      | 4     |
| 4     | Grande-Bretagne      | 1  | 1      | 1      | 3     |
| 5     | Australie            | 1  | 1      | 0      | 2     |
| 5     | Finlande             | 1  | 1      | 0      | 2     |
| 7     | Suède                | 1  | 0      | 0      | 1     |
| 7     | Rhodésie             | 1  | 0      | 0      | 1     |
| 9     | Belgique             | 0  | 1      | 2      | 3     |
| 9     | Norvège              | 0  | 1      | 2      | 3     |
| 11    | Pays-Bas             | 0  | 1      | 1      | 2     |
| 12    | Corée du Sud         | 0  | 1      | 0      | 1     |
| 12    | Nouvelle-Zélande     | 0  | 1      | 0      | 1     |
| 14    | Japon                | 0  | 0      | 2      | 2     |
| 15    | Italie               | 0  | 0      | 1      | 1     |
| 15    | Afrique du Sud       | 0  | 0      | 1      | 1     |
| TOTAL | TOTAL                | 12 | 12     | 14     | 38    |